# Гімн Сент-Вінсент і Гренадин
Гімном Сент-Вінсент і Гренадин є музичний твір «Земля Сент-Вінсент так прекрасна». Вірші: Філліс Джойс Макклін Паннетт, музика: Джоель Бертрам Мігель.
Пісня була вперше офіційно використана в 1967 році і була офіційно затверджена як державний гімн після здобуття незалежності в 1979 році.

## Текст
| 1 Saint Vincent, Land so beautiful, With joyful hearts we pledge to thee Our loyalty and love and vow To keep you ever free. Приспів What e'er the future brings, Our faith will see us through. May peace reign from shore to shore, And God bless and keep us true. 2 Hairoun, Our fair and blessed Isle, Your mountains high, so clear and green, Are home to me, though I may stray, A haven, calm, serene. 3 Our little sister islands are Those gems, the lovely Grenadines, Upon their seas and golden sands The sunshine ever beams. |

## Зовнішні посилання
- Прослухати музику гімну можна тут